# Ernesto Hernández Busto
Ernesto Hernández Busto (La Habana, Cuba, 1968) es un escritor y traductor cubano residente en Barcelona.

## Biografía
Nació en La Habana, inició estudios universitarios de Matemáticas en la ex Unión Soviética y regresó a La Habana para cursar estudios en el Instituto Superior Pedagógico, especialidad Literatura. 
Fue miembro de PAIDEIA, grupo independiente de estudios que a finales de los años 1980 intentó una renovación de la escena cultural cubana y derivó en plataforma disidente.
En 1992 emigró a México, donde colaboró sistemáticamente en la revista Vuelta, dirigida por Octavio Paz, así como en otras publicaciones literarias mexicanas como Poesía y Poética, editada por Hugo Gola, La Gaceta del FCE y Biblioteca de México. En dos ocasiones, 1996 y 1998, obtuvo la beca de traducción del FONCA.
Integró el Comité de redacción de la revista Poesía y poética, y colaboró durante cuatro años en la edición de su colección patrocinada por la Universidad Iberoamericana, que dio a conocer en México algunos nombres fundamentales de la literatura contemporánea como Andrea Zanzotto, Robert Creeley, Marina Tsvietáieva o João Cabral de Melo Neto, entre otros.
Desde 1999 Hernández Busto reside en Barcelona, donde ha trabajado como editor, traductor y periodista.
Su libro de ensayo Perfiles derechos obtuvo en 2004 el III Premio de Ensayo «Casa de América» con los escritores Jorge Edwards, Josefina Aldecoa, José María Castellet, José María Lassalle y Manel Martos como jurado.
Ha publicado, además, Inventario de saldos. Apuntes sobre literatura cubana (Colibrí, Madrid, 2005). Diversos ensayos suyos han sido traducidos al inglés, francés y alemán. 
En 2015 publicó La ruta natural (Vaso Roto, Madrid, 2015), un libro anfibio, entre el diario, las memorias y el ensayo (que gira sobre el tema del fragmento). Sus libros más recientes son de poesía: Muda, Miel y hiel y Jardín de grava.  
En México y España ha publicado numerosas traducciones del italiano, ruso, francés y portugués.
Sus traducciones de poesía están antologadas en los dos volúmenes de Cuaderno de traducciones (Primavera y Verano). 
Coeditó con Arcadi Espada la antología El fin de los periódicos: crisis y retos del periodismo actual (Duomo, Barcelona, 2009).
Entre 2006 y 2014 editó Penúltimos Días, uno de los más importantes websites sobre temas cubanos, con 87 colaboradores en 12 países y más de 14 millones de páginas vistas en los últimos cinco años. 
Ha participado en diversos foros sobre activismo digital, como Cyber Dissidents: Global Success and Challenges, organizado en 2010 por el George W. Bush Institute, Freedom House y la Berkman Center-Harvard University; Internet at Liberty 2010, organizado por Google y la Central European University, y Personal Democracy Forum Latinoamérica 2010, entre otros. Entre 2010 y 2016 fue el redactor del capítulo dedicado a Cuba del informe global de la organización Freedom House sobre la libertad en Internet, Freedom on the Net.
Colabora en el periódico El País, sobre temas de política y tecnología, y en la revista Letras Libres, sobre temas literarios.

## Obras
- Perfil derecho (Aldus, México, 1996).
- Perfiles derechos. Fisonomías del escritor reaccionario (Península, Barcelona, 2004).
- Inventario de saldos. Ensayos cubanos. (Colibrí, Madrid, 2005; Bokeh, Leiden, 2017).
- Cuaderno de traducciones [Primavera] (Lorem Ipsum, Barcelona, 2015).
- Cuaderno de traducciones [Verano] (Lorem Ipsum, Barcelona, 2015).
- La ruta natural (Vaso Roto, Madrid, 2015).
- Diario de Kioto (Cuadrivio, México, 2015).
- Muda [poesía], (Bokeh, Leiden, 2016; Col. «Práctica Mortal» (Secretaría de Cultura, México, 2016).
- La sombra en el espejo. Versiones japonesas [poesía] (Bokeh, Leiden, 2016).
- Miel y hiel. 44 versiones latinas [poesía] (Casa Vacía, Richmond, 2017).
- Jardín de grava [poesía] (Cuadrivio, México, 2017).
- Jardín de grava [poesía],  (Godall Edicions, Barcelona, 2018)
- Ariles [poesía],  (Godall Edicions, Barcelona, 2021)
- Cerdos y niños. Por qué seguimos siendo carnívoros [ensayo] (Interzona, Buenos Aires, 2021)
- Mito y revuelta [ensayo] (Turner, Madrid, 2022)
- La casa del secreto [poesía], Pre-textos, Valencia, 2022.
- Diario de Kioto [ensayo]  (Godall Edicions, Barcelona, 2024)

## Traducciones
- Eugenio Montale: Motetes, El Dorado Ediciones, México, 1997.
- Andrea Zanzotto: Del paisaje al idioma. Antología poética, Artes de México-Universidad Iberoamericana, México, 1996.
- Eugenio Montale: Cuaderno de cuatro años, Artes de México-Universidad Iberoamericana, México, 1999.
- Joseph Brodsky: versiones con José Manuel Prieto, en No vendrá el diluvio tras nosotros. Antología poética (1960-1996), Galaxia Gutenberg, Barcelona, 2000.
- Boris Pasternak, La infancia de Liuvers, Galaxia Gutenberg, Barcelona, 2000.
- Paolo Maurensig: Venus herida. Literatura Mondador, Barcelona, 2000.
- João Cabral de Melo Neto: Joan Miró, Casa Amèrica Catalunya, Barcelona, 2008.
- Valerio Magrelli: Ejercicios de tiptología, Pre-Textos, Valencia, 2011.
- Andrea Zanzotto: (Para que) (crezca). Ensayos, Mangos de Hacha, México, 2012.
- Valerio Magrelli: La vicevida, Mangos de Hacha, México, 2015.
- VV. AA.: Cuaderno de traducciones [Primavera], Lorem Ipsum, Barcelona, 2015.[5]
- VV. AA.: Cuaderno de traducciones [Verano], Lorem Ipsum, Barcelona, 2015.
- HD / Ezra Pound: Fin al tormento / El libro de Hilda. Casa Vacía, Richmond, 2018; Mangos de Hacha, México, 2018; Universidad Diego Portales Santiago de Chile, 2019.
- Joseph Brodsky: El explorador polar. Antología poética, Kriller71, Barcelona, 2018.
- Hoguera y abanico. Versiones de Basho, Pre-Textos, Valencia, 2018.
- Marco Martella: Un pequeño mundo, un mundo perfecto, Elba, Barcelona, 2020.
- Roberto Peregalli: Los lugares y el polvo, Elba, Barcelona, 2020.
- Julian Bell: Van Gogh, Elba, Barcelona, 2021.
- Valerio Magrelli: El comisario Magrelli, Visor, Madrid, 2021.
- Victoria Lomasko: La última artista soviética, Godall, Barcelona, 2022.
- Ósip Mandelstam: El ruido del tiempo, Elba, Barcelona, 2023.
- Joseph Brodsky: Poemas escogidos: 1962-1996, Siruela, Madrid, 2025.

## Se ha dicho
Sobre Perfiles derechos
«Una mente de  notables cualidades analíticas, dueña de una envidiable cultura basada en el dominio de las lenguas clásicas y modernas, entre éstas, del ruso. Una estupenda colección de ensayos…» —Christopher Domínguez Michael, en Vuelta.
«Los ensayos del libro de Hernández Busto recrean las figuras, las literaturas de una docena de influyentes autores reaccionarios, rusos, americanos, europeos, y en varios casos adscribibles a una extrema derecha más o menos excéntrica, todos nacidos en las postrimerías del siglo XIX y que alcanzaron su cenit en torno a la Segunda Guerra mundial. De algunos como Céline, Giménez Caballero o Jünger teníamos ya información, otros como Rózanov o Julius Evola eran simples notas de enciclopedia, al menos para mí, y ya son figuras gigantescas, en sus aciertos y errores. En este su primer y espléndido libro Hernández Busto muestra tener talento de narrador, de pensador y de erudito. Es inusual en nuestros pagos, y cosa admirable, esta solidez simultánea de ideas, de estilo y de conocimientos.» —Ignacio Vidal-Folch, en Tiempo.
«Hernández Busto es un cubano que ha hecho una labor de arqueología intelectual brillante y ha hurgado en los légamos de eso que se denomina la fisonomía del ‘intelectual’, descubriéndonos lo que todos saben y pocos se atreven a reconocer: que hay muchos ‘perfiles derechos’ que amaban la belleza y el conocimiento desde las trincheras que disparaban contra el Progreso. Nueve autores, nueve espíritus del ‘Mal’ convocados por un ensayista galardonado con el Premio de Ensayo Casa de América… Rozánov, Jünger, Morand, Montherlant, Céline, Pound, Evola, Vasconcelos y Giménez Caballero. (…) Nueve excusas fascinantes para asomarse a ese abismo que, como diría Nietzsche, nos amenaza con asomarse en nosotros mismos.» —José María Lassalle, ABC.
«Consciente de que la categoría de escritor reaccionario comprende muchas ‘fisonomías’, EHB convoca aquí a autores tan dispares como Jünger, Giménez Caballero y Céline. Con gran voluntad estilística, ofrece una casuística del escritor de derechas que invita a pensar el inquietante vínculo entre la lucidez literaria y la irreverencia ideológica, que tan a menudo desencadena lo que él llama ‘irracionalismo creativo’ (…) El libro demuestra una inteligencia crítica tan estimulante como certera.» —Pau Centellas, El Periódico.
«Hernández Busto ha elaborado un excelente ensayo, que ha excluido cualquier pretensión de exhaustividad. Hay muchos ausentes en esta galería, pero no falta nada esencial y el análisis de cada personaje rebosa perspicacia, ingenio y rigor.» —Rafael Narbona, Revista de Libros.
«Vale destacar no sólo la excelencia de este libro que conjuga una amplísima cultura literaria y una prosa de altos quilates, sino también su singularidad en el panorama aun grisáceo del ensayo cubano contemporáneo. Exentas de la perspectiva académica y la temática cubana que predominan entre nuestros cultivadores del género, estas 'Fisonomías del escritor reaccionario' son, de tan singulares, auténticamente excéntricas.» —Duanel Díaz, Cubista Magazine.
«Perfiles derechos se resiste a esta noción kantiana, ilustrada, de la literatura, que interpreta los textos jurídicamente, como si entrañaran siempre un vicio o una virtud política, un crimen o un beneficio moral. ¿Cómo lo logra? A través de una ética de la lectura que asume el valor literario del texto como un campo de significación autónomo: como un espacio de fuga y deslinde del que puede ausentarse la crítica de la historia. (…) Hernández Busto no se propuso escribir un tratado sobre la literatura de derecha en los años 20, 30 y 40. Su objetivo era, tan sólo, reunir nueve perfiles, nueve siluetas de escritores, cuyo parentesco espiritual se nos hiciera tangible en la lectura. Y ese objetivo, ese arte de combinatoria, realizado por un joven autor que no en vano hizo estudios de matemáticas en Moscú, se cumple a plenitud en estas Fisonomías…» —Rafael Rojas, en Encuentro de la Cultura cubana.
 Sobre Inventario de saldos
«Muestra aristas inéditas de la literatura cubana…» —William Navarrete, El Nuevo Herald
«Dos contenidos muy generales pueden caracterizar sus preocupaciones centrales: el canon literario cubano (su relectura) y una perspectiva crítica (y confesional) de un escritor marcado por el fenómeno de la diáspora: la necesidad de recrear desde ella una memoria tanto personal como generacional de la historia literaria de la nación cubana.» —Jorge Luis Arcos, Cubaencuentro.
«Un libro espléndido, incisivo, polémico, provocador, necesario aun en el desacuerdo.» Ángel Rodríguez Abad, Revista Hispanocubana.
 Sobre La ruta natural
«Ernesto Hernández Busto es un autor educado en las mejores tradiciones literarias –desde el Barroco hasta los narradores anglosajones contemporáneos–, cuya prosa es siempre elegante, fluida y equilibrada: nunca se desboca, aunque la salpiquen chispazos de lirismo y, a veces, la acalambre el sarcasmo (…) La ruta natural es un ejemplo afortunado de literatura multifacetada, refractaria a los géneros, sinuosa, intersticial, pero, a la vez, cimentada en una creencia honda en la palabra como sustancia del ser, que encuentra, justamente, en esa falta de jerarquía, en esa fragmentación líquida, su mejor asiento en la realidad y su más eficaz penetración en la intimidad siempre frágil, siempre desolada, del hombre.» —Eduardo Moga, en Cuadernos Hispanoamericanos.
«Bello y sugestivo libro…» —Manuel Arranz, Turia.
«Un libro sólido y muy recomendable. Hernández Busto sabe mantenerse alejado del típico muestrario fugaz de gracejos axiomáticos y apotegmas catequistas. (...) Antes de ser un espacio de reflexión solitaria, La ruta natural fue algo parecido a un diario en que el autor ha eliminado cualquier elemento de datación y sustituido el orden cronológico original por un diseño privado que, a la larga, refleja bien los procesos de simultaneidad del pensamiento. Tal vez el título palindrómico lo explique todo». —Francisco León, La Opinión.
Sobre Diario de Kioto
«Aunque no escapa al entusiasmo interpretativo que Japón suscita en el curioso ilustrado, el ensayista narrador que hilvana con fragmentos de muy diversa especie este Diario de Kioto no tiene felizmente la tentación de la teoría ni las explicaciones absolutas y en cambio prefiere distraerse en la reflexión de lo que  le sale al paso en su periplo: gestos, rituales, jardines, edificaciones, paisajes exteriores e interiores, libros, recuerdos, remordimientos y, a cada paso, su propia imagen fragmentada en espejos destrozados. Kioto es el lugar por el que discurre esta meditación pero la imantan otros ámbitos y en la sentencia del sinólogo David Hinton que reaparece una y otra vez en sus páginas —What happens never happens enough— el lector no puede sino leer una variación del poema de Bashô: Aun en Kioto, ¡qué nostalgia de Kioto! Bitácora de una fuga, ascesis y senda purgativa, este Diario alumbra una pregunta no dicha: ¿Cómo estar de veras aquí y ahora? Al cerrar sus páginas, el lector sabe, con certeza irrevocable, que ha estado en Kioto.» —Aurelio Asiain.
Sobre Cerdos y niños
«Original, ameno, erudito y revelador.» —Cristian Campos, El Español.
«Es muy difícil encontrar una línea fea en lo que escribe o traduce Ernesto Hernández Busto  —la eufonía es marca de la casa — y su último libro es buena prueba (…) Erudito sin aparentarlo, mérito de su amenidad, el pequeño volumen es una provocación .» —Yaiza Santos, 14ymedio.
Sobre La sombra en el espejo. Versiones japonesa
«En el prólogo de esta antología, el autor afirma: “he sido un lector tardío de poesía japonesa, y un estudiante perezoso de esa lengua –desde hace apenas cuatro años. Mi competencia en ese idioma es poco menos que rudimentaria, así que no pretendo hacerme pasar por especialista”. […] Y, aunque lector tardío y estudiante perezoso, con competencia menos que rudimentaria en la materia, no iba a ahorrarse el placer de mirar por encima del hombro a quienes tradujeron antes que él a Basho. Antonio José Ponte
Sobre Hoguera y abanico. Versiones de Basho:
«Hernández Busto tiene ya sobradamente demostrada su experiencia y oficio literario, por ejemplo, en ensayos como Perfiles derechos e Inventario de saldos. Y en cuanto a inspiración, esa cualidad cuya existencia algunos cuestionan, ahí están sus incursiones en la poesía —Muda, Jardín de grava— como prueba de que también la posee. A eso hay que sumar su amplio currículo como traductor, que incluye libros de Ezra Pound, Joseph Brodsky, Eugenio Montale, Andrea Zanzotto y Valerio Magrelli, entre otros. Todo ese bagaje ha cristalizado en las notables versiones de Hoguera y abanico. En ellas los poemas de Bashō han sido trasladados a nuestro idioma con perfección, fineza y limpidez, y preservan los atributos que los distinguen: su clara y esencial economía, su capacidad de combinar en tres versos sencillez y profundidad, la naturalidad de su lenguaje, su talento para atrapar un instante poético singular y absoluto (...) Ante Hoguera y abanico no hay, en suma, más remedio que acudir a los adjetivos superlativos. Como diría Jorge Mañach, ¿a qué la parsimonia cuando está el alma encendida de agradecimiento? Cuando llega el talento, hay que darle la bienvenida y dar la nueva a los cuatro vientos.» —Carlos Espinosa Domínguez, en [./Cubaencuentro_https://www.cubaencuentro.com/cultura/articulos/cosa-seria-336389 Cubaencuentro].